# Cuyo Island
Cuyo Island ist eine philippinische Insel in der Sulusee. Sie ist die größte Insel im Cuyo-Archipel und gehört zur Provinz Palawan.
Auf der Insel liegt der Mount Bombon. Er erhebt sich ca. 77 Meter über den Meeresspiegel und ist ein inaktiver Vulkan.

## Verwaltung
Cuyo Island bildet zusammen mit einigen kleinen umliegenden Inseln die gleichnamige Gemeinde Cuyo.